# قائمة المواقع والمعالم المصنفة في ولاية الوادي
هذه قائمة حصرية للمواقع الأثرية و المعالم التاريخية المصنفـــة حسب وزارة الثقافة والاتصال (الجزائر) لولاية الوادي
| رقم    | اسم                     | وصف | موقع | مدينة | قسم    | الإحداثيات | صورة |
| ------ | ----------------------- | --- | ---- | ----- | ------ | ---------- | ---- |
| 39-001 | الزاوية التيجانية بقمار |     |      |       | الوادي |            | صورة |